# Testudo nabeulensis
Testudo nabeulensis är en sköldpaddsart som beskrevs av Andy C. Highfield 1990. Testudo nabeulensis ingår i släktet Testudo och familjen landsköldpaddor. Inga underarter finns listade i Catalogue of Life.
Reptile Database listar populationen som underart till Testudo graeca. Underarten förekommer i Tunisien och Libyen. I motsats till nominatformen håller T. g. nabeulensis ingen dvala.